# Будыко, Михаил Иванович
Михаил Иванович Будыко (20 января 1920, Гомель — 10 декабря 2001, Санкт-Петербург) — советский учёный, геофизик, климатолог, академик РАН (1992), почетный член Русского географического общества и Американского метеорологического общества. Директор Главной геофизической обсерватории имени А. И. Воейкова (1954—1972). Один из самых авторитетных климатологов XX века .
Лауреат Ленинской премии (1958) за работы по тепловому балансу земной поверхности.

## Биография
В 1929 году вместе с семьёй переехал в Ленинград.
В 1937 году поступил в Ленинградский политехнический институт, окончил его в 1942 году, в блокадном Ленинграде.
Сразу после окончания института, не выезжая из блокадного города, получил распределение в Главную геофизическую обсерваторию им. А. И. Воейкова, где проработал до 1975 года (с 1954 года — директором).
В 1947 году защитил диссертацию на соискание учёной степени кандидата физико-математических наук; в 1948 году — диссертацию на соискание учёной степени доктора физико-математических наук по теме «Испарение в естественных условиях»
26 июня 1964 года избран член-корреспондентом Академии наук СССР.
11 июня 1992 года избран академиком Российской академии наук.

### Семья
Брат — Будыко Юрий Иванович, (1921—1984), кандидат технических наук в области машиностроения (автомобильные и тракторные двигатели), автор нескольких книг и многих научных публикаций. Автор исследования об А. А. Ахматовой
Жена — Шевелёва, Вероника Сергеевна (1914—1986), училась с 1922 по 1929 год в гимназии Карла Мая. Старший научный сотрудник Института физиологии им. И. П. Павлова РАН, доктор биологических наук (1953). Племянница историка и искусствоведа Н. И. Архипова, близкого друга поэта Н. А. Клюева, бывшего также крёстным отцом В. С. Шевелёвой.
Лауреат Павловской премии. Автор ряда научных трудов: «Межнейронная передача возбуждения в симпатических ганглиях» (Л., 1961), «Онтогенетическое формирование нейрогуморальной регуляции возбуждения в тканях организма и канцерогенез» (Л., 1974) и «Эволюция функции симпатических ганглиев в онтогенезе» (Л., 1977).

## Основные научные достижения
Основные труды в области физической климатологии, биоклиматологии, актинометрии. Охватывая широкий круг естественных и гуманитарных наук, научные работы М. И. Будыко посвящены, преимущественно, крайне актуальной проблеме — взаимодействию человека с окружающей средой, то есть с биосферой Земли.
Совместно с А. А. Григорьевым сформулировал «периодический закон географической зональности» (в разных географических поясах, обладающих различными тепловыми ресурсами, но в близких по увлажнению условиях формируются типы ландшафтов аналогичные соответствующим географическим зонам). Произвёл расчёт теплового баланса Земли с учётом падающего потока солнечной энергии.
Создал «энерго-балансовую» модель климата, которая стала базовой в современных исследованиях глобального потепления. Результатом этой модели стало теоретическое предсказание существования стабильного режима климата, при котором вся поверхность планеты покрыта снегом и льдом («Белая Земля»). М. И. Будыко и его сотрудники составили два атласа теплового баланса земли, изданных в 1955 и 1963 гг. Главные результаты этой работы изложены в монографии М. И. Будыко «Тепловой баланс земной поверхности» (1956), которая была переведена на английский и другие языки, и в 1958 г. была отмечена Ленинской премией.

Цикл основанных на изучении осадочных отложений исследований истории атмосферы Земли, выполненный М. И. Будыко совместно со специалистами в области биохимии и геологии, позволил объяснить не только механизм изменений климата в геологическом прошлом, но и ряд связанных с ними закономерностей эволюции живых организмов.
На международной конференции по климатологии, состоявшейся в 1971 г. в Ленинграде, М. И. Будыко высказал убеждение, что в ближайшем будущем начнется глобальное потепление, которое в следующем веке достигнет нескольких градусов. Эта точка зрения была изложена им в брошюре «Влияние человека на климат» (1972), но в то время не получила какой-либо поддержки, хотя в середине 70-х годов данные метеорологических наблюдений свидетельствовали о тенденции к потеплению в высоких широтах.
В 80—90-х годах повышение средней температуры воздуха у земной поверхности достигло рекордно высоких значений, которые точно соответствовали количественному прогнозу М. И. Будыко. Это крупнейшее открытие в области изучения современного изменения климата сейчас не вызывает никаких сомнений.
— А. Яншин
С 1975 г. М. И. Будыко работал в Государственном гидрологическом институте, где организовал отдел исследований изменения климата. В период работы М. И. Будыко в ГГИ им была создана рабочая группа-8, в рамках Межправительственного Соглашения между СССР и США по охране окружающей среды и изменениям климата. РГ-8 предвосхитила деятельность ЮНЕСКО по этой тематике и провела множество международных совещаний по проблеме изменений климата, а также спонсировала ряд совместных публикаций советских и американских климатологов, таких как, например, «Предстоящие изменения климата» (1991 г.). М. И. Будыко являлся бессменным председателем РГ-8 все годы её существования, до её закрытия в 1992 г. В 1990-е гг. М. И. Будыко продолжал работу над проблемой прогнозирования климата будущего.
Начал публиковаться в научных изданиях с середины 40-х гг. В 1948 г. вышла его первая книга — «Испарение в естественных условиях». М. И. Будыко опубликовал 24 монографии и более 200 научных статей. Автор двух научно-популярных книг по всемирной истории и истории литературы.
В 1962—1965 гг. был дружен с поэтессой Анной Ахматовой, впоследствии написал воспоминания о ней.
Почётный член Географического общества России и Американского метеорологического общества; награждён орденами Октябрьской Революции, Трудового Красного Знамени, «Знак Почёта», «За заслуги перед Отечеством» II степени; медалями; лауреат Ленинской премии, премий им. А. П. Виноградова и им. А. А. Григорьева; золотой медали им. Ф. П. Литке, золотой медали Всемирной метеорологической организации, медали им. Роберта Хортона.
В 1998 г. в Токио получил почетную премию «Голубая Планета» Фонда Асахи.

## Память
- Премия Правительства Санкт-Петербурга за выдающиеся научные результаты в области науки и техники: в номинации география, науки об атмосфере и гидросфере — премия им. М. И. Будыко.

## Основные работы
- Будыко М. И. Испарение в естественных условиях. — Л., 1948.
- Будыко М. И. (в соавт. с О. А. Дроздовым, М. И. Львович и др.) Изменение климата в связи с планом преобразования природы. — Л.: Гидрометеоиздат, 1952.
- Будыко М. И. Атлас теплового баланса. — Л.: Изд. ГГО, 1955 (ред.).
- Будыко М. И. Тепловой баланс земной поверхности. — Л., 1956.
- Будыко М. И. Атлас теплового баланса земного шара. — М.: Межведомственный геофизический комитет, 1963.
- Григорьев А. А., Будыко М. И. О периодическом законе географической зональности // Докл. АН СССР. 1956. — Т. 110. — № 1. — С. 129—132.
- Будыко М. И. Изменение климата. — Л.: Гидрометеоиздат, 1969.
- Будыко М. И. Климат и жизнь. — Л.: Гидрометеоиздат, 1971. — 470 с.
- Будыко М. И. Влияние человека на климат. — Л.: Гидрометеоиздат, 1972. — 46 с.
- Будыко М. И. Изменения климата. — Л.: Гидрометеоиздат, 1974. — 280 с.
- Будыко М. И. Глобальная экология. — М.: Мысль, 1977. — 328 с.
- Будыко М. И. Термический режим динозавров // Журнал общей биологии. — 1978. — Т. 38. — № 2. — С. 179—188.
- Будыко М. И. Климат в прошлом и будущем. — Л.: Гидрометеоиздат, 1980. — 352 с.
- Будыко М. И. Изменения термического режима атмосферы в фанерозое // Метеорология и гидрология. — 1981. — № 10. — С. 5—10.
- Будыко М. И. Изменения окружающей среды и смены последовательных фаун. — Л.: Гидрометеоиздат, 1982. — 78 с.
- Будыко М. И., Герасимов И. П. Тепловой и водный баланс земной поверхности, общая теория физической географии и проблема преобразования природы // Материалы к 3-му съезду Геогр. о-ва СССР. — Л.: Геогр. о-во СССР, 1959. — 18 с.
- Будыко М. И., Ронов А. Б. Эволюция атмосферы в фанерозое // Геохимия. — 1979. — № 5. — С. 643—653.
- Budyko M. I. The heat balance of the earth’s surface / transl. by N. A. Stepanova. — Washington: U.S.: Dept. of Commerce, Weather Bureau, 1967.
- История атмосферы / М. И. Будыко, А. Б. Ронов, А. Л. Яншин. — Л. : Гидрометеоиздат, 1985. — 208 с.
  - Budyko M. I., Ronov A. B., Yanshin A. L. History of the Earth’s Atmosphere. — N. Y.: Springer Verlag, 1987.
- Budyko M. I., Golitsyn G. S., Izrael Y. A. Global Climatic Catastrophes. — N. Y.: Springer Verlag, 1988.
- Budyko M. I., Izrael Y. A. (eds.). Anthropogenic Climatic Change. — Tucson: University of Arizona Press, 1991.
- Budyko M. I. On the causes of the extinction of some animals at the end of the Pleistocene // Soviet Geography: Review and Translation. — 1998. — № 8(10). — P. 783—793.
- Budyko M. I. Global Climate Warming and its Consequence // Blue Planet Prize 1998 Commemorative Lectures. Ecology Symphony, October 30.

### Научно-популярные издания
- Будыко М. И. Загадки истории. — Л.: Наука, 1995.
- Будыко М. И. Путешествие во времени. — Л.: Наука, 1995.
- Будыко М. И. Эпизоды истории. — СПб.: Наука, 2001.